# Chenu
Chenu – miejscowość i gmina we Francji, w regionie Kraj Loary, w departamencie Sarthe.
Według danych na rok 1990 gminę zamieszkiwały 472 osoby, a gęstość zaludnienia wynosiła 15 osób/km² (wśród 1504 gmin Kraju Loary Chenu plasuje się na 856. miejscu pod względem liczby ludności, natomiast pod względem powierzchni na miejscu 265.).
W mieście zmarł Ludwik Rajchman (bakteriolog).